# Capitata
Capitata is een onderorde van neteldieren uit de klasse van de Hydrozoa (hydroïdpoliepen).

## Families
- Asyncorynidae Kramp, 1949
- Cladocorynidae Allman, 1872
- Cladonematidae Gegenbaur, 1857
- Corynidae Johnston, 1836
- Halimedusidae Arai & Brinckmann-Voss, 1980
- Hydrocorynidae Rees, 1957
- Milleporidae Fleming, 1828
- Moerisiidae Poche, 1914
- Pennariidae McCrady, 1859
- Porpitidae Goldfuss, 1818
- Rosalindidae Bouillon, 1985
- Solanderiidae Marshall, 1892
- Sphaerocorynidae Prévot, 1959
- Teissieridae Bouillon, 1978
- Tricyclusidae Kramp, 1949
- Zancleidae Russell, 1953
- Zancleopsidae Bouillon, 1978